# Abdij van Hersfeld
De abdij van Hersfeld (ook stift of sticht Hersfeld) was een belangrijke abdij die van 769 tot 1606 bestond. In die 837 jaar kende de abdij 66 abten. De abdij lag in de Noord-Hessische stad (Bad) Hersfeld. De kern van het monastieke leven was de stiftskerk, waarvan de resten vandaag de dag nog te bezichtigen zijn als de grootste romaanse kerkruïne van Europa. De geschiedenis van de abdij is nauw verbonden met de geschiedenis van de stad Bad Hersfeld.
Een belangrijk document van dit klooster is het Breviarium sancti Lulli. Dit bevat een lijst van bezittingen, die het klooster had ten tijde van het overlijden in 786 van de eerste abt, Lullus van Mainz. Alleen een kopie van omstreeks 1150 is fragmentarisch bewaard gebleven. Het document bevat de eerste schriftelijke vermeldingen van talrijke plaatsen in het midden van Duitsland en is om die reden historisch van betekenis.